# Scorett
Scorett är en svensk butikskedja för skor med cirka 80 butiker (2023) och onlineförsäljning. Scorettgruppens huvudkontor ligger i Varberg.

## Bakgrund och koncernstruktur
Scorett bildades 1989 och har sitt huvudkontor i Varberg. Scorett Holding AB är moderbolag i koncernen, som också omfattar Scorett Footwear AB (huvudsaklig verksamhet, butiker, onlineverksamhet), Multi Brand Nordic AB (B2B-inriktad försäljning av de varumärken koncernen äger och/eller har franchiseavtal för), Nya Wallenberg Skor AB samt Skorockan i Vbg AB som ansvarar för den egna fastighetsförvaltningen.
Multi Brand Nordic AB (MBN) säljer Scoretts varumärken till andra detaljhandlare, och har bland annat försäljning till Finland, Norge och Mongoliet. I Sverige har MBN ca 100 återförsäljare inklusive större nätaktörer.[källa behövs] Nya Wallenbergs AB är en mindre butikskedja och har sin historik i en skomakarrörelse i Blekinge; de finns på tre platser (2023).

## Verksamhet
Inom Scorett Footwear AB bedrivs ett 80-tal butiker samt onlineförsäljning. Verksamheten bedrivs genom fyra olika butikskoncept:
- Scorett är standardbutiker för dam, herr och barn
- Håkansson är ett premiumkoncept med klassiskt dressade skor
- Wallenberg fokuserar på bekvämlighet och passform
- Scorett Outlet är ett volymkoncept som också kan hantera utgående modeller

De flesta koncepten säljer även accessoarer, väskor, skovård och skotillbehör.